# Chichée

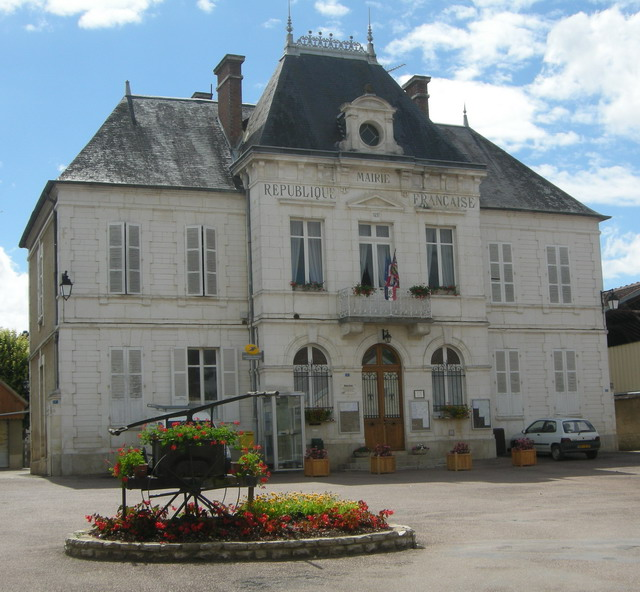
Siedziba merostwa

Chichée – miejscowość i gmina we Francji, w regionie Burgundia-Franche-Comté, w departamencie Yonne.
Według danych na rok 1990 gminę zamieszkiwało 301 osób, a gęstość zaludnienia wynosiła 16 osób/km² (wśród 2044 gmin Burgundii Chichée plasuje się na 613. miejscu pod względem liczby ludności, natomiast pod względem powierzchni na miejscu 490.).